# Palessa alboflavida
Palessa alboflavida är en fjärilsart som beskrevs av Felix Bryk 1950. Palessa alboflavida ingår i släktet Palessa och familjen tandspinnare. Inga underarter finns listade i Catalogue of Life.